# La Vallée (Charente-Maritime)
La Vallée település Franciaországban, Charente-Maritime megyében. Lakosainak száma 683 fő (2022. január 1.). La Vallée Beurlay, Bords, Cabariot, Romegoux, Saint-Hippolyte és Trizay községekkel határos.

## Népesség
A település népességének változása:
| Lakosok száma | 570  | 511  | 585  | 670  | 680  | 684  | 677  | 670  | 665  | 683  |
|               | 1968 | 1982 | 1990 | 2006 | 2013 | 2015 | 2017 | 2019 | 2020 | 2022 |